# Svelte.js
Svelte (читається як «свелт») — це компонентний фронтенд-фреймворк і мова програмування з відкритим вихідним кодом, створена Річем Гаррісом. Її підтримує команда розробників Svelte. На відміну від традиційних бібліотек JavaScript, Svelte не є монолітним фреймворком, який просто імпортується в застосунок. Замість цього Svelte компілює HTML-шаблони у спеціалізований код, який напряму працює з DOM. Це дозволяє зменшити розмір файлів і покращує продуктивність клієнтської частини.
Один із ключових підходів Svelte полягає в автоматичному оновленні елементів інтерфейсу, коли змінюються дані, на які вони спираються. Завдяки цьому відсутня необхідність у використанні проміжних представлень, таких як віртуальний DOM, що відрізняє Svelte від традиційних фреймворків, наприклад, React або Vue. Більшість роботи виконується під час компіляції, а не в браузері, що зменшує навантаження на клієнтський пристрій.
Код компілятора Svelte написаний на JavaScript і ліцензований за ліцензією MIT. Вихідний код доступний на GitHub. Цей фреймворк має один з найменших об'ємів бандлів серед аналогічних бібліотек для фронтенду — близько 2KB.
*Ця стаття є адаптацією англійської версії статті про Svelte у Вікіпедії.

## Прийняття
Svelte високо цінується розробниками. Отримавши найвищий рейтинг у кількох масштабних опитуваннях розробників, він був обраний найулюбленішим вебфреймворком Stack Overflow 2021 року та найкращим фронтенд-фреймворком в опитуванні JS 2020 року з найбільшою кількістю задоволених розробників.
Svelte був прийнятий низкою відомих вебкомпаній, включаючи The New York Times, Apple, Spotify, Yahoo, ByteDance, Rakuten, Bloomberg, Reuters, Ikea, Facebook та Brave